# 원초적 무기
《원초적 무기》(영어: National Lampoon's Loaded Weapon 1 혹은 영어: Loaded Weapon 1)는 진 퀸타노가 감독한 미국의 1993년 패러디 영화이다. 이 영화는 리썰 웨폰 1편, 2편, 3편을 주요 오마주 대상으로 삼았다. 이 외에 패러디 대상이 된 작품으로는 영화 람보 시리즈, 《더티 해리》(1971), 《48시간》(1982) 《코만도》(1985), 《다이하드》(1988), 《양들의 침묵》(1991), 《원초적 본능》(1992), 《웨인즈 월드》(1992), 드라마 《기동순찰대》(1977-1985) 등이 있다. 에밀리오 에스테베즈, 새뮤얼 L. 잭슨, 캐시 아일랜드, 팀 커리, 윌리엄 섀트너, 존 러비츠 등이 출연하였고, 수잰 토드 등이 제작에 참여하였다.

## 줄거리
로스앤젤레스. 코카인을 과자로 변환시킬 수 있는 마이크로필름을 갖고 있던 빌리 요크가 지그소에게 살해된다. 은퇴할 참이었던 빌리의 전 파트너 웨스 루거가 사건을 맡고, 최근 개 클레어를 잃었으며 지쳐있는 잭 콜트가 파트너가 된다.

## 출연
- 에밀리오 에스테베즈 - 잭 콜트 경사 역
- 새뮤얼 L. 잭슨 - 웨스 루거 경사 역
- 캐시 아일랜드 - 데스티니 더미너 양 역
  - 앨리스 비즐리 - 안경을 벗고 머리를 풀기 전 데스티니 더미너 양 역
- 프랭크 맥레이 - 도일 경감 역
- 팀 커리 - 지그소 씨 역
- 윌리엄 섀트너 - 커티스 모타스 장군 역
- 존 러비츠 - 릭 베커 역
- 랜스 킨지 - 어브 역
- 데니스 리리 - 마이크 매크래컨 역
- F. 머리 에이브러햄 - 해럴드 리처 박사 역
- 대니엘 니컬렛 - 데비 루거 역
- 베벌리 존슨 - 도리스 루거 역
- 비토 스코티 - 재단사 역
- 빌 넌 - 경찰서 소속 사진가 역
- 린 셰이 - 증인 역

카메오
- 제임스 두언 - 스코티 역
- 에릭 에스트라다 - 프랜시스 폰처렐로 역
- 래리 윌콕스 - 존 베이커 역
- 코리 펠드먼 - 젊은 경관 역
- 우피 골드버그 - 빌리 요크 역 (크레디트 미기재)
- 폴 글리슨 - FBI 요원 역
- 필 하트먼 - 데이비스 경관 역
- 리처드 몰 - 교도소 직원 역
- J. T. 월시 - 접수대 직원 역
- 릭 두커먼 - 지방 검사 1 역
- 브루스 말러 - 지방 검사 2 역 (크레디트 미기재)
- 로버트 셰이 - 취조실 인물 역 (크레디트 미기재)
- 찰스 네이피어, 찰스 사이퍼스 - 심문관 역
- 브루스 윌리스 - 돈 매클레인 역
- 데니즈 리처즈 - 신디 역
- 크리스토퍼 램버트 - 심문관 역 (삭제 장면)
- 찰리 신 - 건, 주차 요원 역

## 기타 제작진
- 배역: 펀 캐슬
- 미술: 제임스 힝클
- 의상: 재클린 G. 아서

## 우리말 녹음
SBS 성우진 (1996년 2월 5일)
- 홍시호 - 콜트 (에밀리오 에스테베즈)
- 유민석 - 웨스 루거 (새뮤얼 L. 잭슨)
- 장정진 - 지그소 (팀 커리)
- 정미숙 - 데스티니 (캐시 아일랜드)
- 김병관
- 박은숙
- 성선녀
- 유영환
- 김수중